# Gullegem Koerse 1991
De 43e editie van de Belgische wielerwedstrijd Gullegem Koerse werd verreden op 4 juni 1991. De start en finish vonden plaats in Gullegem. De winnaar was Luc Colyn, gevolgd door Rik Van Slycke en Jonas Romanovas.

## Wedstrijdverloop

### Vooraf
Ondanks een overlapping met het Critérium du Dauphiné, een meerdaagse rittenwedstrijd in het zuidoosten van Frankrijk, konden de organisatoren van Gullegem Koerse, in de volksmond de Ommeganckprijs genoemd, enkele mooie namen aan de start brengen. Naast toenmalig Belgisch kampioen voor de Lotto-ploeg Claude Cricquielion, maakten profs uit binnen- en buitenland hun opwachting. Onder hen Dirk Demol, Johan Museeuw, Erik Van Lancker, Brian Holm, Soren Lilholt en Jacques Hanegraaf. Zij maakten zich op voor enkele plaatselijke rondes in en rond Gullegem, in totaal 169 kilometer wedstrijd. 

### Verloop
De wedstrijd leek al op 100 kilometer van het einde in een beslissende plooi te vallen toen eerst twaalf en later nog drie renners voor de ontsnapping kozen. De kopgroep, met onder meer Etienne De Wilde, Hendrik Redant, Michel Cornelisse en Claude Cricquielion, kreeg maximaal vier minuten voorsprong. In de laatste ronde, op slechts 11 kilometer van de eindstreep kwam er door het achtervolgingswerk van onder meer Team Deutsche Telekom toch nog een hergroepering. De beslissende aanval kwam van Luc Colyn, die enkele medevluchters meekreeg en deze even later in de spurt versloeg. Met Gullegem Koerse boekte Colyn, rijdend voor de ploeg Histor-Sigma, zijn twintigste zege als profwielrenner. 

## Uitslag
| Gullegem Koerse 1991 |                 |                  |      |
| Plaats               | Naam            | Ploeg            | Tijd |
| Winnaar              | Luc Colyn       | Histor-Sigma     |      |
| 2                    | Rik Van Slycke  | Lotto-Super Club |      |
| 3                    | Jonas Romanovas | Lada-Ghzel       |      |

## Galerij

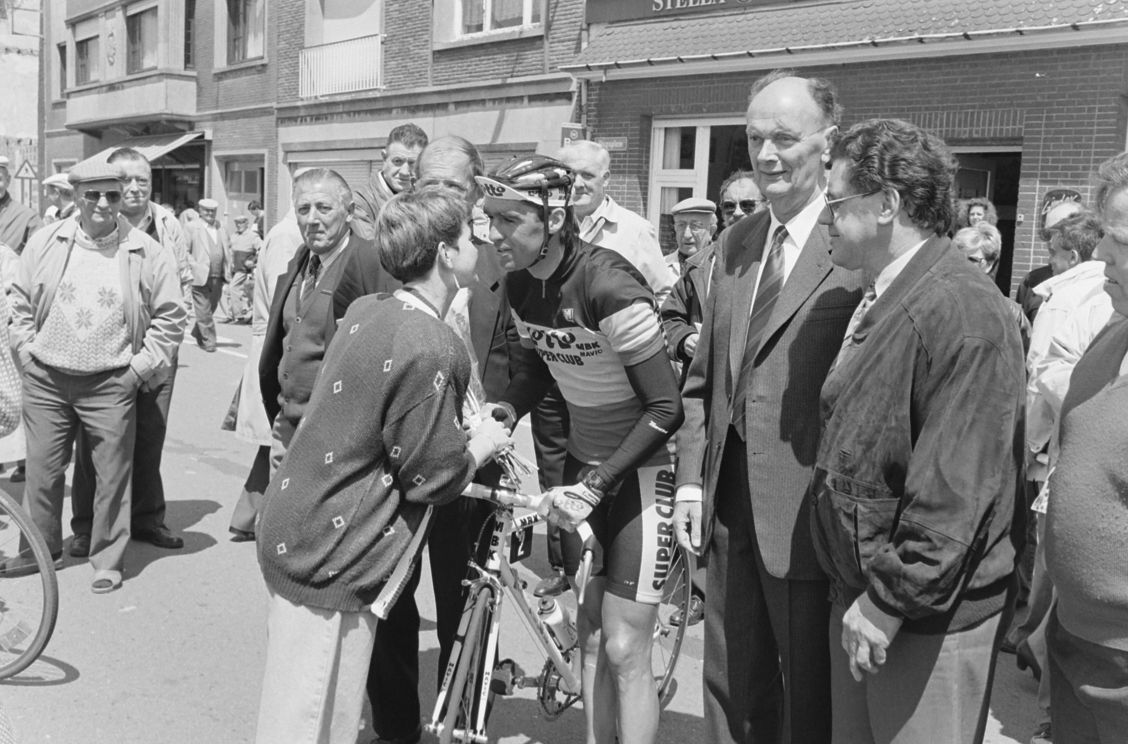
Belgisch kampioen Claude Criquielion wordt hartelijk ontvangen voor de start van de wedstrijd.
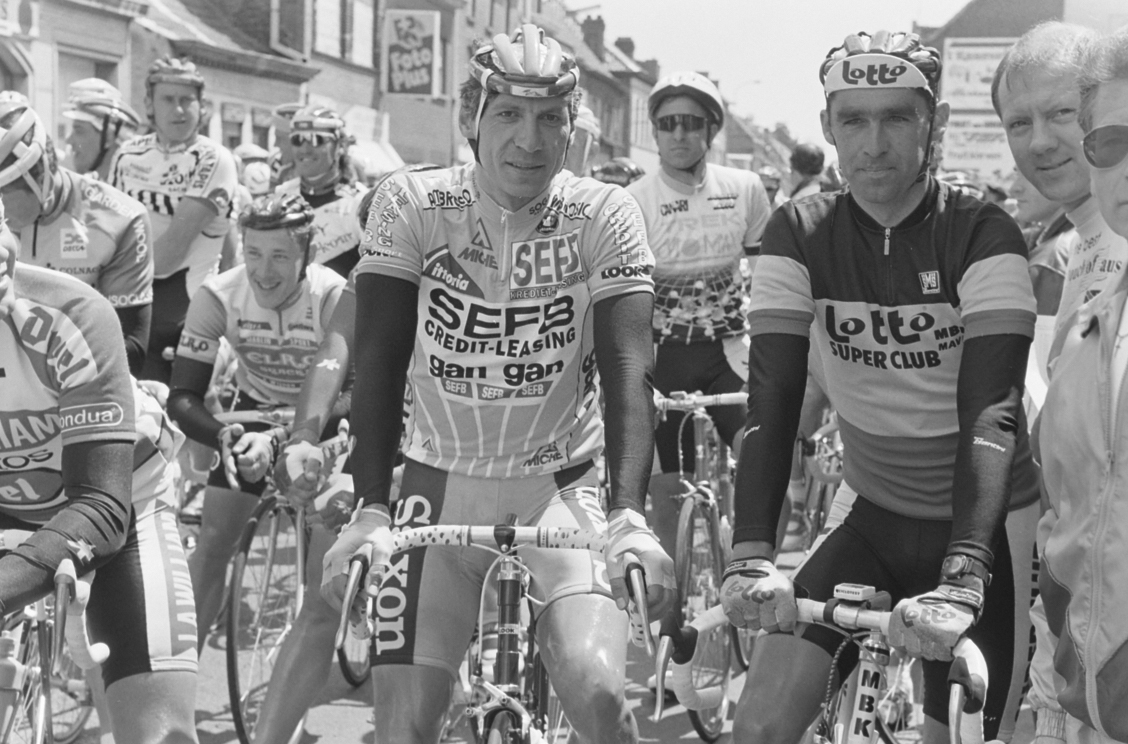
Claude Criquielion en Dirk Heirweg wachten op het startschot.
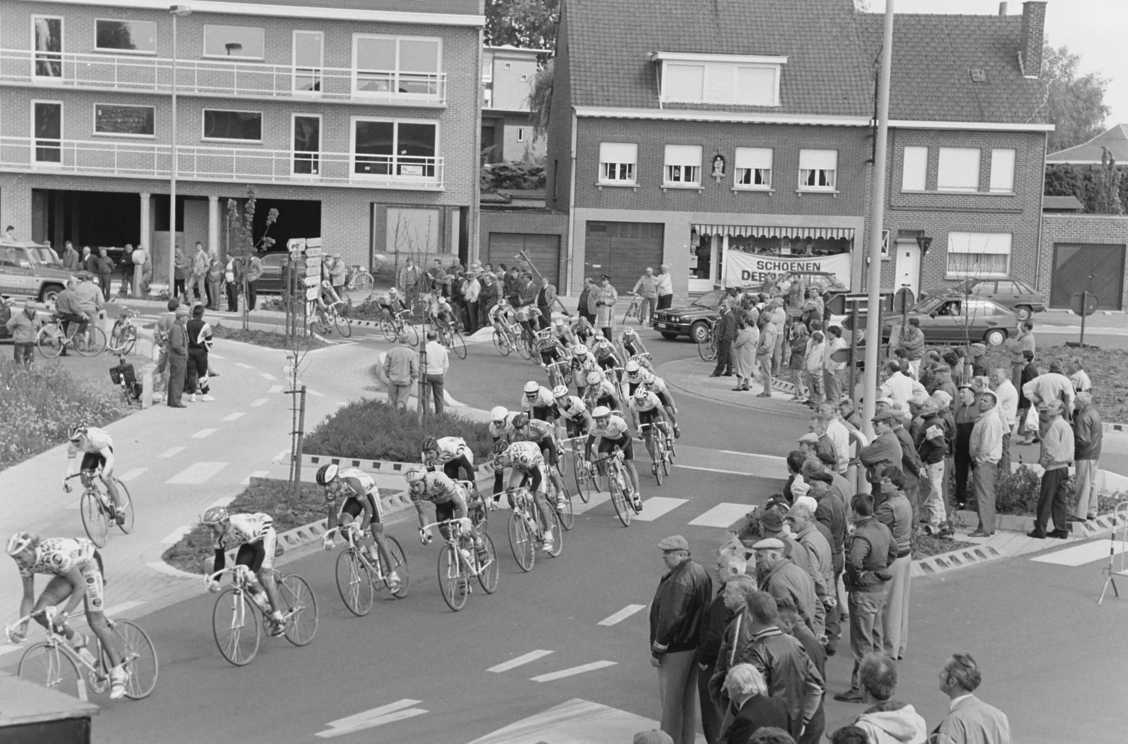
Het peloton doorkruist Gullegem.
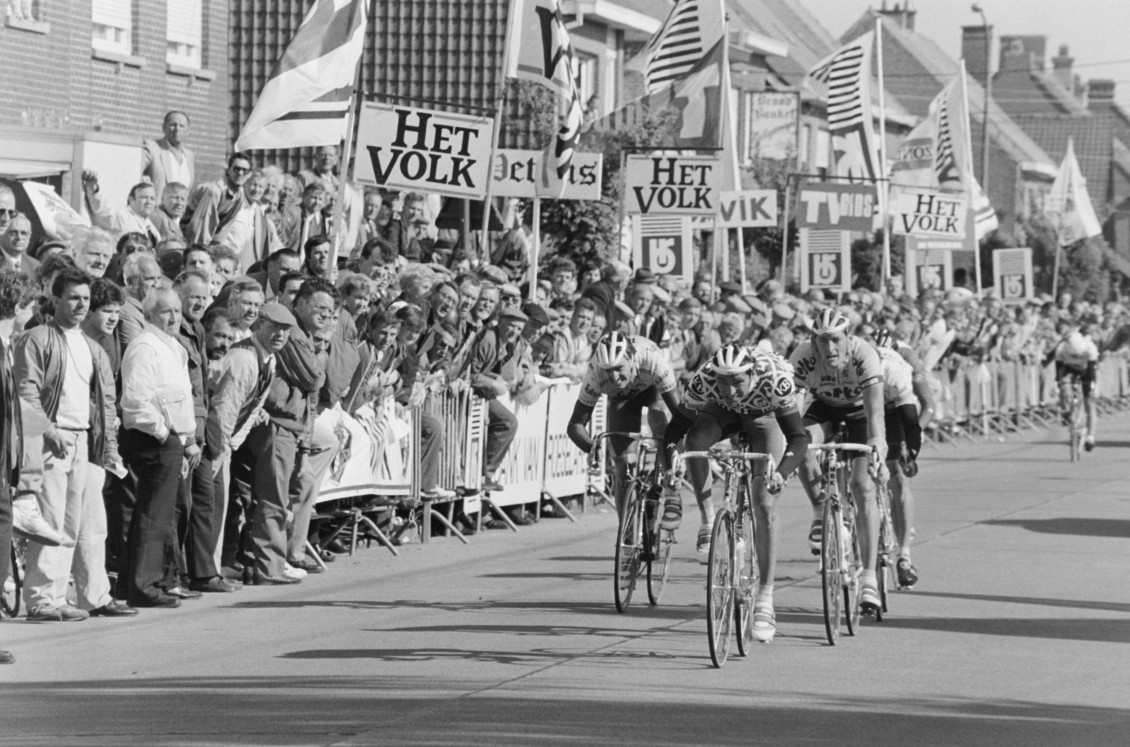
Luc Colyn, Rik Van Slycke en Jonas Romanovas duelleren voor de eindoverwinning.
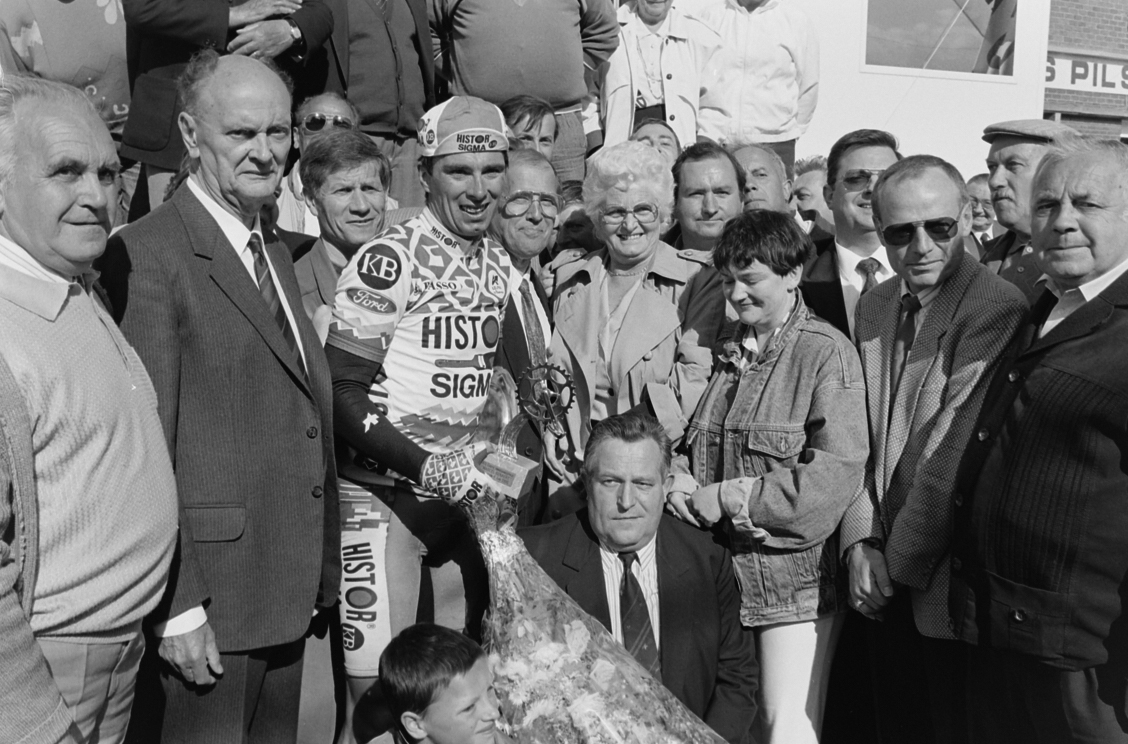
Luc Colyn poseert na zijn overwinning.

## Referentielijst
1. ↑  "Ommeganck hoopt op Didier Priem", Het Volk, 6 april 1991.
2. ↑  "Gullegem: Colyn wint!", De Krant van West-Vlaanderen, 7 juni 1991.
3. ↑  "Colyn even uit de schaduw", Het Volk, 5 juni 1991.

1942 · 1943 · 1944 · 1945 · 1946 · 1947 · 1948 · 1949 · 1950 · 1951 · 1952 · 1953 · 1954 · 1955 · 1956 · 1957 · 1958 · 1959 · 1960 · 1961 · 1962 · 1963 · 1964 · 1965 · 1966 · 1967 · 1968 · 1969 · 1970 · 1971 · 1972 · 1973 · 1974 · 1975 · 1976 · 1977 · 1978 · 1979 · 1980 · 1981 · 1982 · 1983 · 1984 · 1985 · 1986 · 1987 · 1988 · 1989 · 1990 · 1991 · 1992 · 1993 · 1994 · 1995 · 1996 · 1997 · 1998 · 1999 · 2000 · 2001 · 2002 · 2003 · 2004 · 2005 · 2006 · 2007 · 2008 · 2009 · 2010 · 2011 · 2012 · 2013 · 2014 · 2015 · 2016 · 2017 · 2018 · 2019 · 2020 · 2021 · 2022 · 2023 · 2024